# 棉酚
棉酚（英語：Gossypol）是一种存在于棉花的棉籽及棉根皮中的多酚类物质。

## 性质
黄色晶体，有三种晶形。有毒，难溶于水，微溶于石油醚，溶于稀碳酸钠溶液、氨水（同时缓慢分解）、甲醇、乙醇、乙醚、氯仿、二甲基甲酰胺。

## 制取
可从棉籽油中提取或通过化学方法合成得到。

## 用途
用作聚乙烯稳定剂、橡胶抗氧剂、杀虫剂等。
科学家在研究食用粗制棉籽油造成不育时，发现棉酚具有男用抗生育活性。后进行了大量动物试验和上万名受试者的临床观察后证实，棉酚有良好的抗生精功能，但也存在两个主要副作用——低血钾及潜在的不可逆性（永久不育）。它抗生精的主要机制是对睾丸生精上皮产生作用，抑制多种脱氢酶的活性，破坏生精上皮，从而导致精子畸形、死亡甚至无精。它是一个联萘衍生物，有阻转异构现象，但只有左旋体有抗生精功效，右旋体无效。
棉酚有已经确认的抗癌作用，正在被考虑逐步应用于临床。也有报道称具其有一定的抗病毒作用，但效果值得商榷。

## 毒性
棉酚是毒性物质，可造成人体红肿出血、食欲不振、神经失常、体重减轻、影响生育力。食用含棉酚较多的毛棉油会引起中毒，患者皮肤有剧烈的灼烧感，并伴有头晕、气喘、心慌和无力等症状。因此，未经特殊处理的毛棉油不可食用。
棉酚的毒性可通过湿热处理法消除。在该过程中，棉酚分子的醛基与蛋白质的氨基缩合生成“结合棉酚”，但蛋白质的营养价值在该过程中亦大大降低。可通过溶剂萃取法除去棉酚来弥补上述不足。